# Hirose Electric Group
Hirose Electric Group — японская компания, специализирующаяся на производстве электрических соединителей. Компания основана в 1937 году, а выход на международный рынок получила в 1968. Годовой доход составляет 104 миллиардов йен (US$ 900 M), а валовая прибыль оценивается в 38 миллиардов йен (US$ 300M), число работников составляет 3975 человек, по состоянию на 2006 год.